# جون بوي (سائق سيارة سباق)
جون بوي (بالإنجليزية: John Bowe)‏ هو سائق سيارة سباق أسترالي، ولد في 16 أبريل 1954 في دافنبورت في أستراليا.

## روابط خارجية
- جون بوي على موقع DriverDB.com (الإنجليزية)